# Puerto Ricó-i labdarúgó-szövetség
A Puerto Ricó-i labdarúgó-szövetség (spanyolul: Federación Puertorriqueña de Fútbol, angolul: Puerto Rican Football Federation) Puerto Rico nemzeti labdarúgó-szövetsége. 1940-ben alapították. A szövetség szervezi a Puerto Ricó-i labdarúgó-bajnokságot, működteti a Puerto Ricó-i labdarúgó-válogatottat. 